# NGC 1256
NGC 1256 (również PGC 12032) – galaktyka eliptyczna (E/SB0), znajdująca się w gwiazdozbiorze Erydanu. Odkrył ją John Herschel 13 listopada 1835 roku.